# Millerichthys robustus
Millerichthys robustus – gatunek ryby z rodziny strumieniakowatych (Rivulidae), jedyny przedstawiciel rodzaju Millerichthys. Występuje endemicznie w Meksyku.